# Mundo Universitário
O Mundo Universitário é um jornal gratuito distribuido nas principais universidades de Portugal continental. Foi lançado pelos mesmos fundadores do Destak em Maio de 2004, tendo rapidamente singrado junto da população estudantil. A necessidade de unir os estudantes portugueses através de uma plataforma de interacção de informação, ideias, conceitos e oportunidades esteve na origem do desenvolvimento do projecto. O Mundo Universitário tem periodicidade quinzenal e pode ser encontrado nos principais pólos de ensino universitário em todo o país. Durante o Verão as edições são distribuidas em praias e locais de diversão nocturna.